# 1245
سنة 1245 كانت سنة بسيطة تبدأ يوم الأحد (الرابط يظهر نموذج التقويم الكامل للسنة) من التقويم اليولياني.

## أحداث
- بدء حصار جيان والذي استمر إلى 28 فبراير 1246.

## مواليد
- إدموند الأحدب.
- فيليب الثالث ملك فرنسا.

## وفيات
- ابن الصلاح.
- ابن يعيش النحوي.
- ضياء الدين المقدسي.
- فارس الدين أقطاي الجمدار.